# (410) Cloris
(410) Cloris, en español Cloris, es un asteroide perteneciente al cinturón de asteroides descubierto el 7 de enero de 1896 por Auguste Honoré Charlois desde el observatorio de Niza, Francia.
Está nombrado por Cloris, una diosa de la mitología griega.

## Características orbitales
Cloris orbita a una distancia media de 2,724 ua del Sol, pudiendo alejarse hasta 3,381 ua. Tiene una excentricidad de 0,2413 y una inclinación orbital de 10,96°. Emplea 1642 días en completar una órbita alrededor del Sol.